# Monsoreto
Monsoreto è la frazione più popolosa del comune di Dinami. Sorge nella parte meridionale del territorio comunale, a 5 km dal centro. 
Adiacente a Corruttò, frazione del comune di San Pietro di Caridà nella città metropolitana di Reggio Calabria, è raggiungibile dalla strada provinciale 52 percorrendo 15,9 km dopo Laureana di Borrello.

## Storia
Il paese fu fondato tra il 1859 e il 1862 da Paolano Scarano, poeta e avvocato, padre del capitano Scarano che prestò servizio nella prima guerra mondiale. Con il passare degli anni, a causa della crisi, la maggior parte degli abitanti dovettero trasferirsi all'estero per cercare lavoro; la frazione diventa così più popolata durante l'estate, quando molti emigrati ritornano per trascorrere le ferie in compagnia dei genitori o dei parenti e per assistere alla festa di san Rocco, che di solito si festeggia nella seconda domenica di agosto.

## Galleria d'immagini

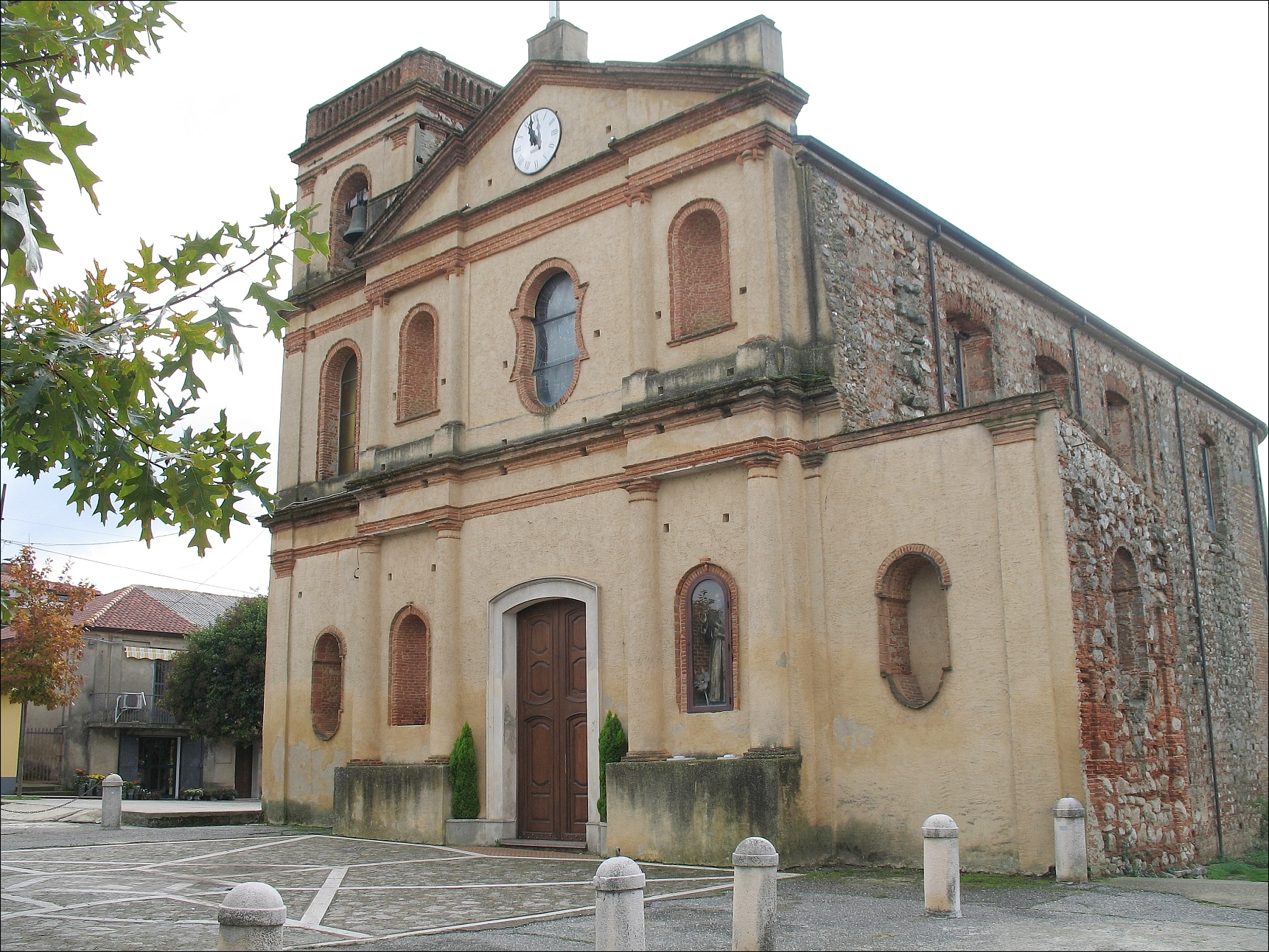
La chiesa.
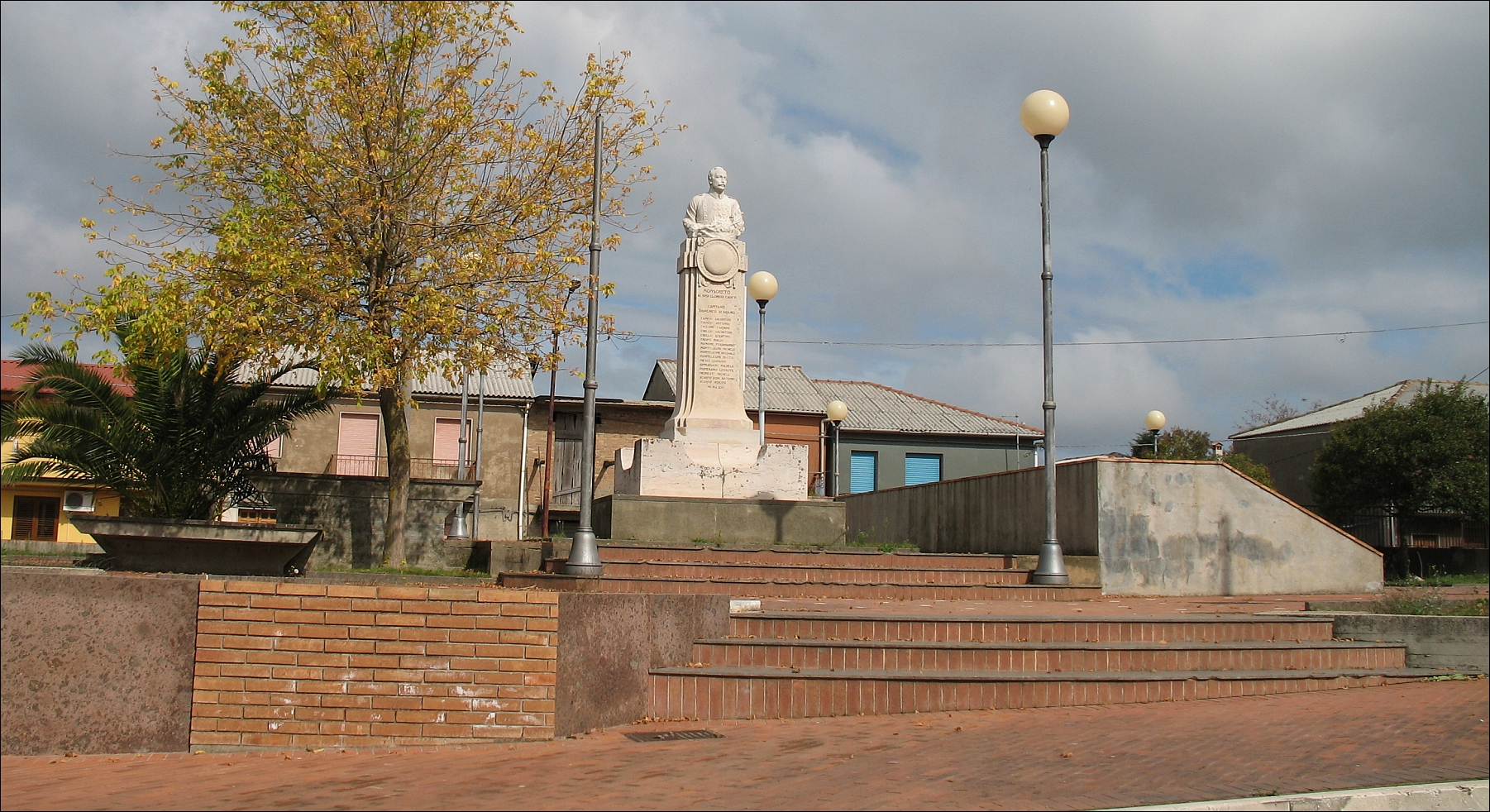
Monumento
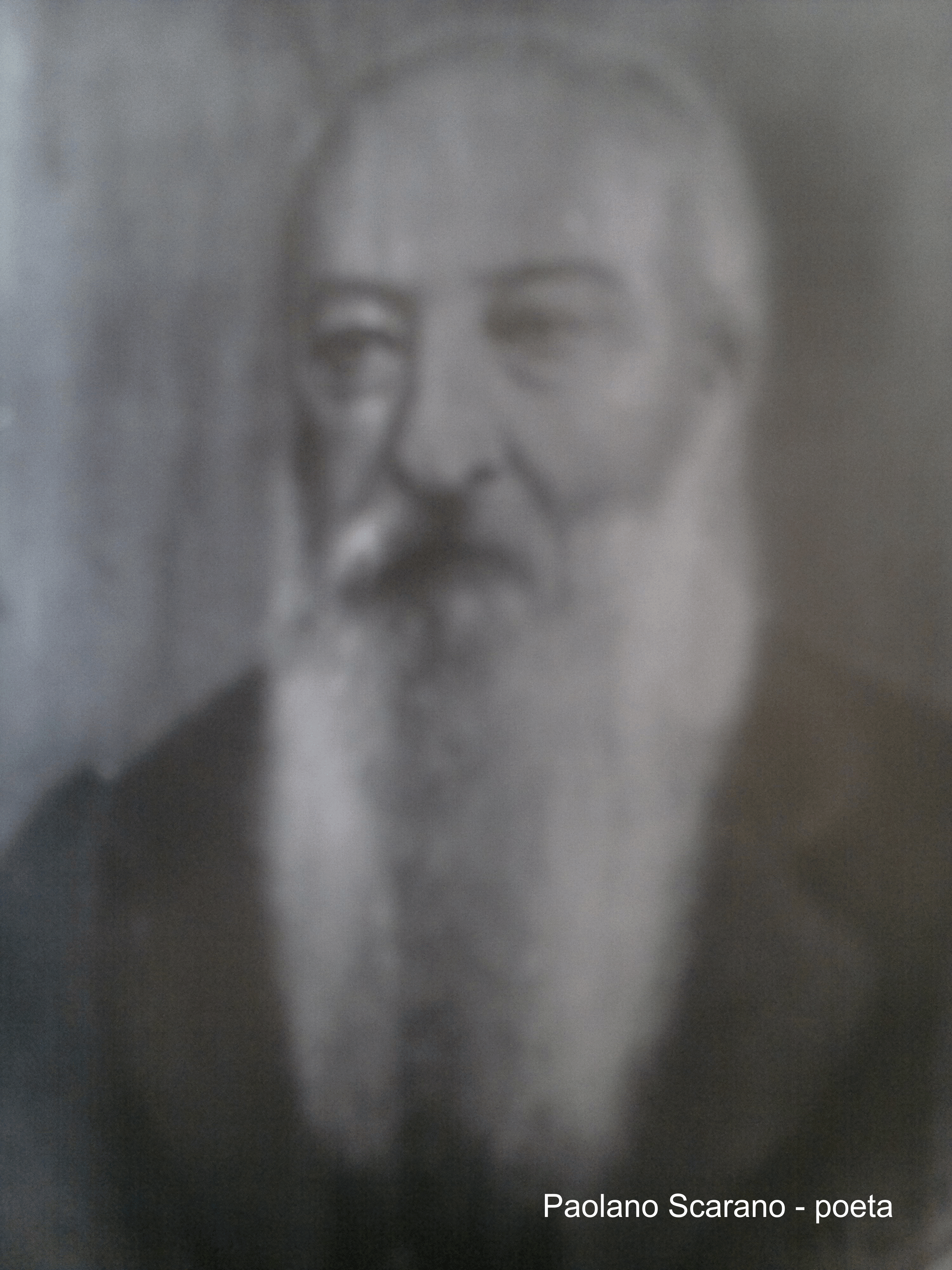
Il fondatore Paolano Scarano